# Yan Pascal Tortelier
Yan Pascal Tortelier (Parijs, 19 april 1947) is een Franse dirigent en violist. Zijn vader was de cellist Paul Tortelier.

## Loopbaan
Tortelier begon als vierjarige piano en viool te spelen. Hij groeide op in Parijs, maar toen hij acht jaar was woonde het gezin een jaar in een kibboets in Israël. Op zijn veertiende won hij de eerste prijs voor viool aan het Conservatoire de Paris. Hij zette zijn studies voort bij Nadia Boulanger en volgde een dirigentencursus bij Franco Ferrara in Siena.
Tortelier werd concertmeester van het orkest van de Opera van Marseille en daarna van het Orchestre national du Capitole de Toulouse, waarvan hij van 1974 tot 1983 dirigent was naast chef-dirigent Michel Plasson. Als violist vormde hij in die periode het Trio Tortelier, een pianotrio met zijn vader Paul Tortelier en zijn zuster, de pianiste Maria de la Pau.
Vanaf de jaren negentig concentreerde hij zich op zijn internationale carrière als dirigent. Hij was van 1989 tot 1992 chef-dirigent van het Ulster Orchestra in Belfast en daarop aansluitend tot 2003 van het BBC Philharmonic in Manchester. Van 2005 tot 2008 was hij vaste gastdirigent bij het Pittsburgh Symphony Orchestra. Samen met Andrew Davis en Marek Janowski bepaalde hij het artistieke beleid. Daarna had hij een vaste verbintenis met het Symfonieorkest van de staat São Paulo, van 2009 tot 2011 als chef-dirigent en tot 2013 als vaste gastdirigent. 
Van 2016 tot 2019 was Tortelier chef-dirigent van het IJslands Symfonieorkest in Reykjavik, waar hij met ingang van het seizoen 2020-2021 wordt opgevolgd door Eva Ollikainen. Samen met Trevor Pinnock is hij ook vaste gastdirigent bij de Royal Academy of Music van de Universiteit van Londen.
Yan Pascal Tortelier heeft vele opnamen gemaakt voor het platenlabel Chandos, vooral met het BBC Philharmonic, het BBC Symphony Orchestra en het orkest van São Paulo. Hoewel zijn repertoire veelzijdig is, ligt de nadruk op Franse muziek uit de eerste helft van de twintigste eeuw.